# Direktwahl
Direktwahl ist die Bezeichnung für eine Wahl in ein (meist politisches) Amt in unmittelbarer Wahl direkt durch die Wahlberechtigten und nicht durch ein Wahlkollegium oder Parlament wie bei einer indirekten Wahl.
Im konkreten Beispiel der Wahl der Mitglieder eines Parlamentes bezeichnet Direktwahl die Wahl eines einzelnen Abgeordneten (je Wahlkreis) im Gegensatz zu einer Listenwahl, bei der in erster Linie von den Parteien vorgeschlagene Wahllisten und nicht einzelne Personen gewählt werden. Mandate, die auf einer Direktwahl in diesem Sinn beruhen, werden Direktmandate genannt. Die Unmittelbarkeit der Wahl ist jedoch nach deutschem Recht auch bei einer Listenwahl nicht beeinträchtigt, wenn die Bewerber auf den Listen sowie deren Reihenfolge vor der Wahl bekannt sind oder durch die Wähler bestimmt werden.
Im frühen 19. Jahrhundert wurden in vielen Staaten Parlamente eingerichtet, deren Abgeordnete meist indirekt gewählt werden. Das heißt, dass der wahlberechtigte Bürger ein Urwähler war. Die Urwähler in ihrem Wahlkreis oder in ihrer Wahlklasse wählten einen Wahlmann. Erst dieser Wahlmann oder eine Gruppe von Wahlmännern bestimmten den Abgeordneten. Ein solches Wahlmännersystem haben heute noch die USA bei der Wahl des Präsidenten. 
Bei der Indirekten Wahl wird als eine Art Sicherheitsstufe angesehen muss ein Wahlmann zuweilen höheren Anforderungen genügen, also beispielsweise ein höheres Mindestalter vorweisen als die Urwähler. Die direkte Wahl der Parlamente ist in Deutschland in Art. 28 Abs. 1 für Länder-, Kreis- und Gemeindewahlen und in Art. 38 Abs. 1 Grundgesetz (GG) für Bundestagswahlen vorgeschrieben. Dagegen wird der deutsche Bundeskanzler nach Art. 63 Abs. 1 GG nicht direkt, sondern vom Parlament gewählt, ebenso der deutsche Bundespräsident nach Art. 54 Abs. 1, S. 1 GG durch die Bundesversammlung.
Eine große Änderung trat in Deutschland und Österreich für die Gemeinden ein, als in den 1990er-Jahren die meisten Bundesländer die Direktwahl des Bürgermeisters einführten. Sie bedeutet eine stärkere Stellung des Gemeindevorstands, die aber durch spezielle Gemeindeordnungen beschränkt werden kann (so zum Beispiel in Hessen). Laut den Verfassungen dient die Direktwahl der Straffung der Gemeindeverwaltung und vor allem größerer Bürgernähe, kann aber bei unklaren Mehrheitsverhältnissen (siehe Cohabitation), wie sie oft nach einer Stichwahl auftreten, zu Problemen und eingeschränkter Handlungsfähigkeit des Bürgermeisters führen.